# 岩原直樹
岩原 直樹（いわはら なおき、1952年10月18日 - ）は、主に特撮テレビドラマ作品の元演出家。

## 経歴
高校を卒業後、一貫して『太陽にほえろ!』や『あばれはっちゃく』シリーズ、『コメットさん』にフリー助監督として携わり、東映へ。主に蓑輪雅夫に師事し、彼の下で『特捜最前線』『大都会25時』のセカンド助監督、仮面ライダーシリーズのチーフ&セカンド助監督として携わる。37歳のときに助監督を務めていた『美少女仮面ポワトリン』の一編で監督デビュー。特に日笠淳プロデューサーと親密となり、次作以降はシリーズ終了までメイン監督として活躍した。監督作品のシリーズにはほぼ浦沢義雄がライターとして携わっている。
シリーズ終了後は『世にも奇妙な物語』の演出、『ホテル』『超光戦士シャンゼリオン』、2時間ドラマの助監督などを経て1996年末にメタルヒーローシリーズに移動。『ビーロボカブタック』より再び監督として活躍することになるが、2000年1月に放送された『燃えろ!!ロボコン』の最終回を期に監督業を退いた。

## 作品（監督、脚本）

### テレビドラマ
★　最多演出
- 美少女仮面ポワトリン（1990年、東映・フジテレビ）
- 不思議少女ナイルなトトメス（1991年、東映・フジテレビ）
- うたう!大龍宮城（1992年、東映・フジテレビ）★
- 有言実行三姉妹シュシュトリアン（1993年、東映・フジテレビ）★
- 世にも奇妙な物語（1994年、東映・フジテレビ）
- ビーロボカブタック（1997-1998年、東映・テレビ朝日）
- テツワン探偵ロボタック（1998-1999年、東映・テレビ朝日）
- 燃えろ!!ロボコン（1999-2000年、東映・テレビ朝日)★

### オリジナルビデオ
- テツワン探偵ロボタック&カブタック 不思議の国の大冒険（1998年、東映）